# سیارک ۲۲۹۲۹
سیارک ۲۲۹۲۹ (به انگلیسی: 22929 Seanwahl، نامگذاری:1999TL126) بیست و دو هزار و نهصد و بیست و نهمین سیارک کشف شده‌است که در ۴ اکتبر ۱۹۹۹ کشف شد.
قدر مطلق سیارک برابر ۱۳.۵ است.